# Chesapeake-Leopard-affären
Chesapeake-Leopard-affären (engelska: Chesapeake-Leopard Affair) var en händelse ute till sjöss, som inträffade vid kusten utanför Norfolk i Virginia den 22 juni 1807, mellan brittiska krigsskeppet HMS Leopard och amerikanska fregatten USS Chesapeake, då besättningen på Leopard jagade, angrep och bordade den amerikanska fregatten, under sin jakt på desertörer från brittiska flottan. Chesapeake stoppades oförberett, och efter en kortvarig strid kapitulerade James Barron på Chesapeake, efter att endast ha avlossat ett skott. Fyra medlemmar avskedades för desertering, och en av dem hängdes. Chesapeake lyckades dock återvända hem, och James Barron ställdes inför militärdomstol och avsattes.
Händelsen ledde till kalabalik i USA, och röster för krig mot britterna höjdes, men avtog fort. USA:s president Thomas Jefferson försökte först använda händelsen för att sätta press på britterna inom diplomatin. USA:s kongress backade i frågan om väpnad konflikt då brittiska sändebud inte visade någon ånger. Thomas Jefferson började i stället satsa på ekonomisk krigföring: genom 1807 års embargolag.

### Fotnoter
1. ↑  Mackenzie, 1846 p. 145.
2. ↑  Perkins,1968, p. 317–318